# ادراکو
ادراکو (به لاتین: Adraku) یک روستا در استونی است که در دهستان آوینورمه واقع شده‌است.